# Schaeberle (cratère martien)

Cratère Schaeberle

Schaeberle est un cratère d'impact de 160 km de diamètre situé sur Mars dans le quadrangle d'Iapygia par 24,5° S et 50,1° E, dans le sud de la région de Terra Sabaea, au sud-ouest du cratère Huygens non loin d'Hellas Planitia.
Il est nommé en mémoire de John Martin Schaeberle (en)